# Raffaello Vanni
Raffaello Vanni (Siena, 3 settembre 1595 – Siena, 1673) è stato un pittore italiano, del periodo Barocco.

## Biografia
Inizialmente fece pratica con il padre, Francesco Vanni, che morì nel 1610. Successivamente fu inviato a Roma e raccomandato da Antonio Carracci. Indi diventò seguace di Pietro da Cortona.
Fu membro dell'Accademia di San Luca dal 1655 e ne fu principe dal 1658 al 1660.
Suo fratello, Michelangelo Vanni, è noto per aver inventato un processo di colorazione del marmo.

## Opere
Dipinse una Nascita della Vergine per la chiesa di Santa Maria della Pace. Nella basilica di Santa Maria del Popolo affrescò le lunette della Cappella Chigi.
Un matrimonio di Santa Caterina è a Palazzo Pitti.
Molte altre opere di Raffaello Vanni si trovano a Siena e nel suo contado, a Pisa, Cortona e Pozzaglia Sabina.